# Église Saint-Folquin d'Esquelbecq
L'église Saint-Folquin est une église de la ville d'Esquelbecq, située place Alphonse Bergerot.
Datant des Xe et XVIe siècles, elle est inscrite aux monuments historiques depuis 1945. Elle subit un incendie en 1976 et est reconstruite en 1978.

## Historique
L'église est inscrite au titre des monuments historiques par arrêté du 20 juillet 1945.
Le 11 avril 1976 en fin d'après midi, elle subit un incendie le jour du dimanche des Rameaux.

Galerie
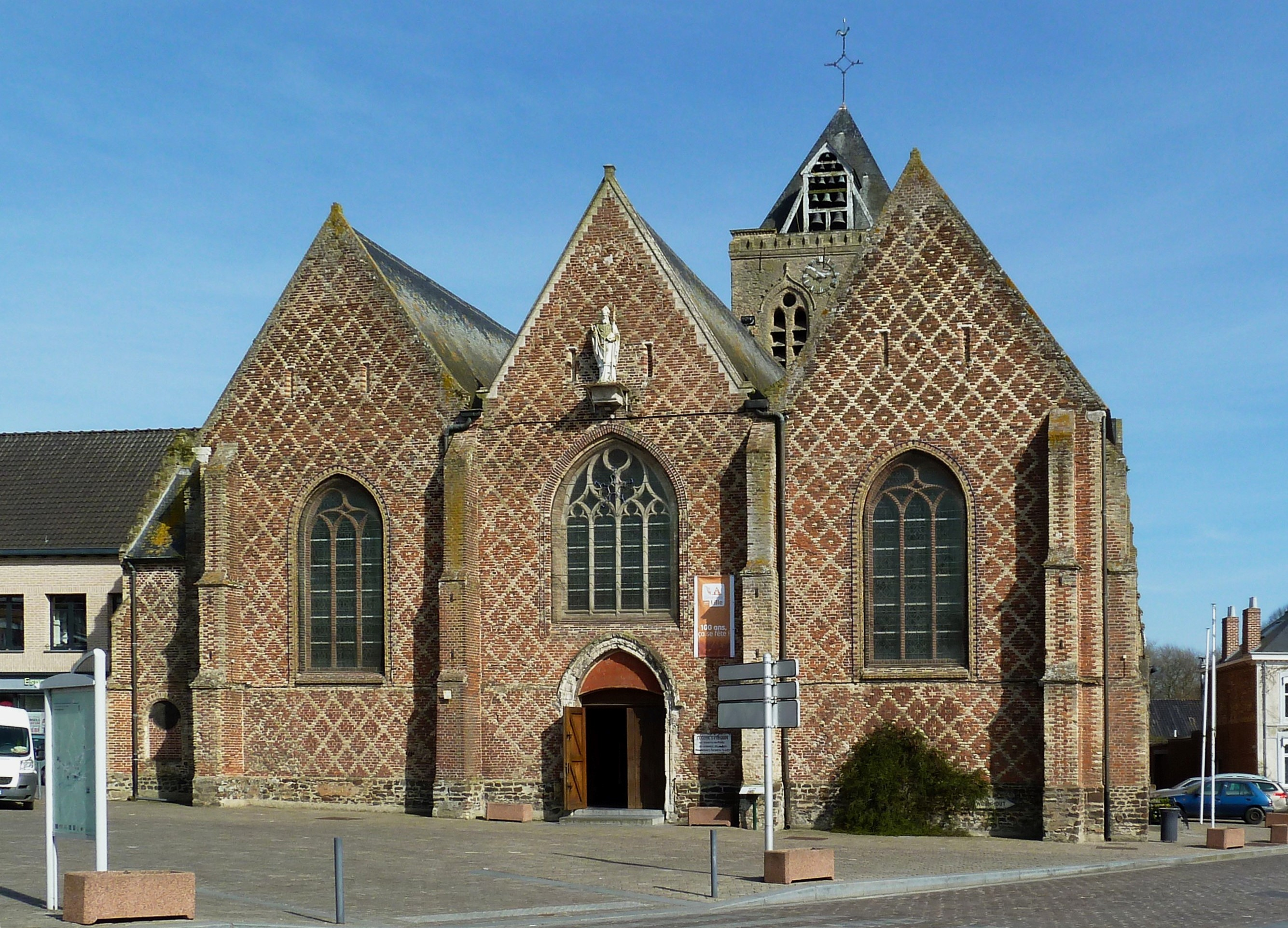
Porche de l'église Saint-Folquin (Xe-XVIIe).
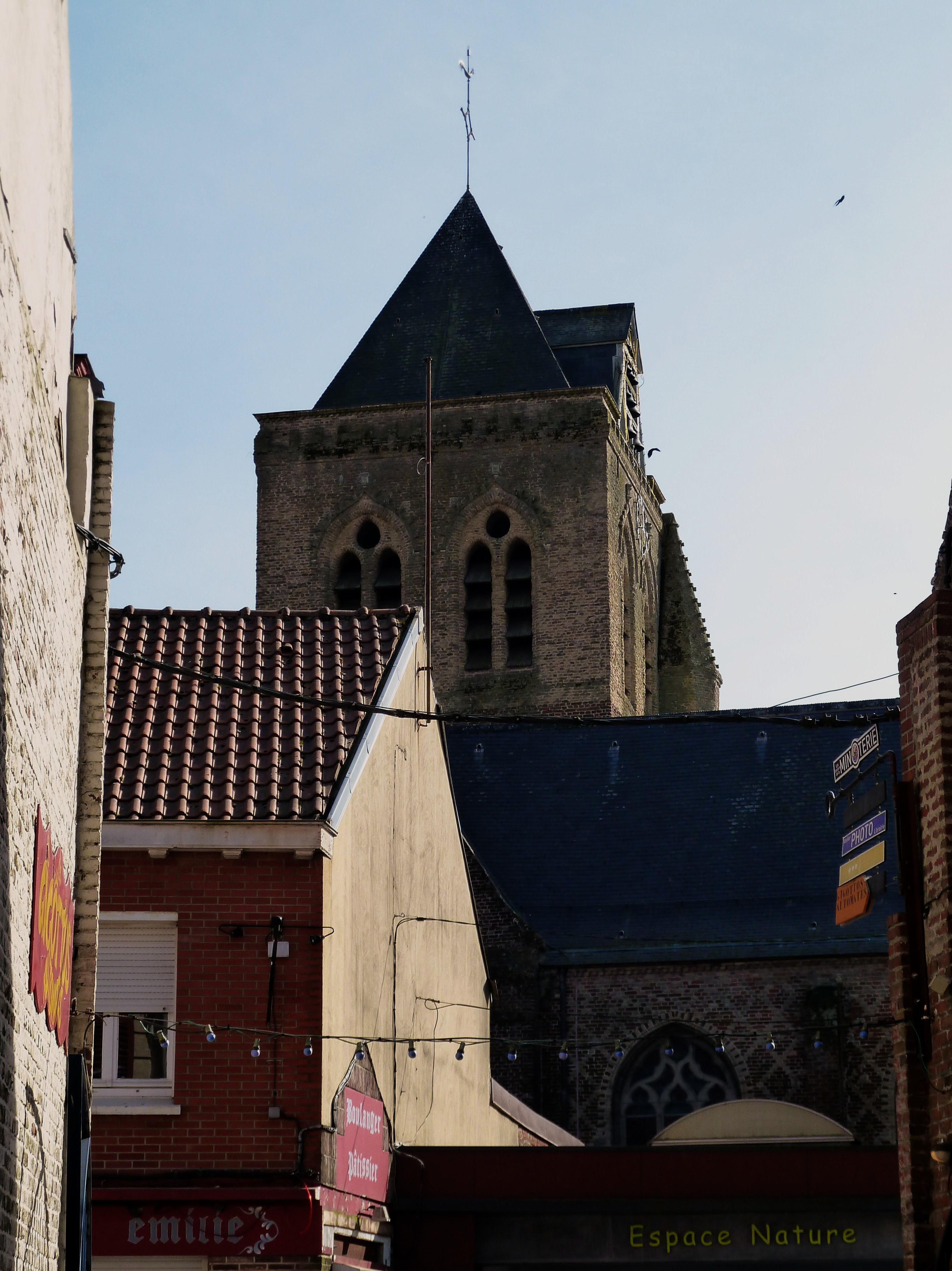
Clocher de l'église Saint- Folquin (Xe-XVIIe).

## Description
- Les vestiges des pierres tombales datées de 1522
- Le clocher comporte 23 cloches.
- Les fonts baptismaux en marbre noir avec couvercle en laiton sont inscrits à l’Inventaire Départemental des Antiquités et Objets d’Art non classés par l’État [3]

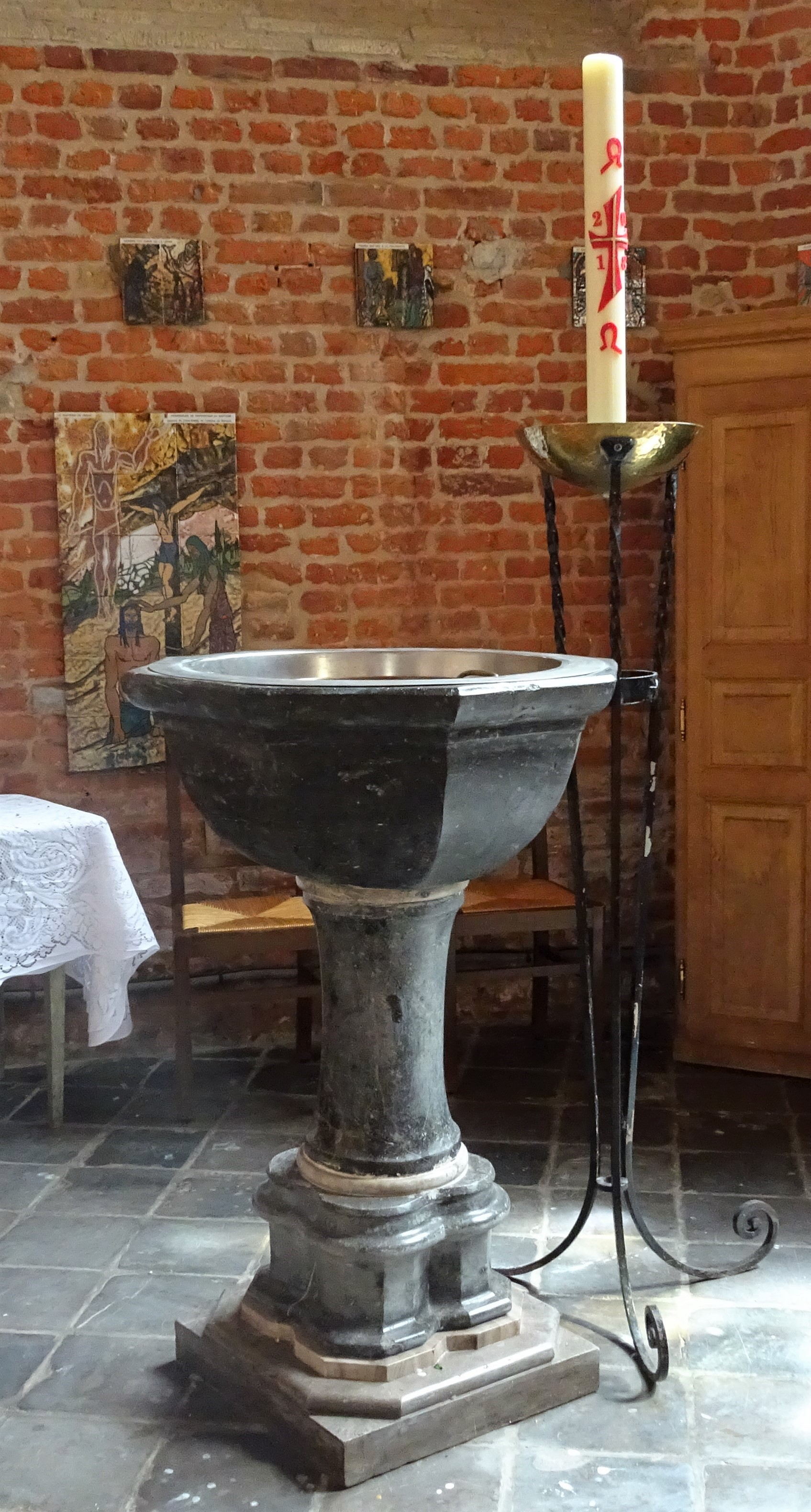
Fonts baptismaux.

- L'église comprend des fragments du mobilier liturgique carbonisé et sauvé des flammes de l'incendie en 1976, et statues exposés dans l"église :

Galerie
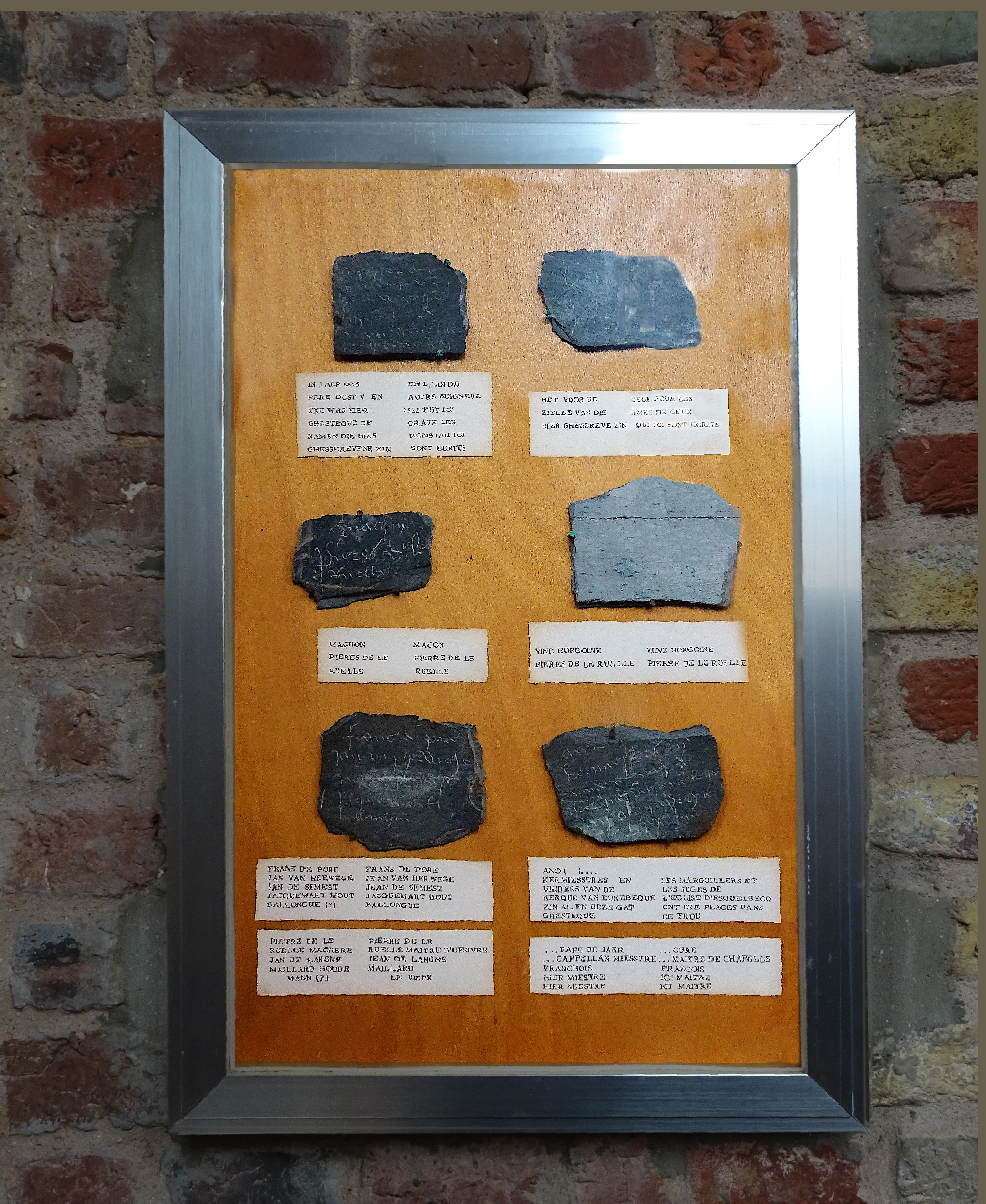
Vestiges des pierres tombales datées de 1522.
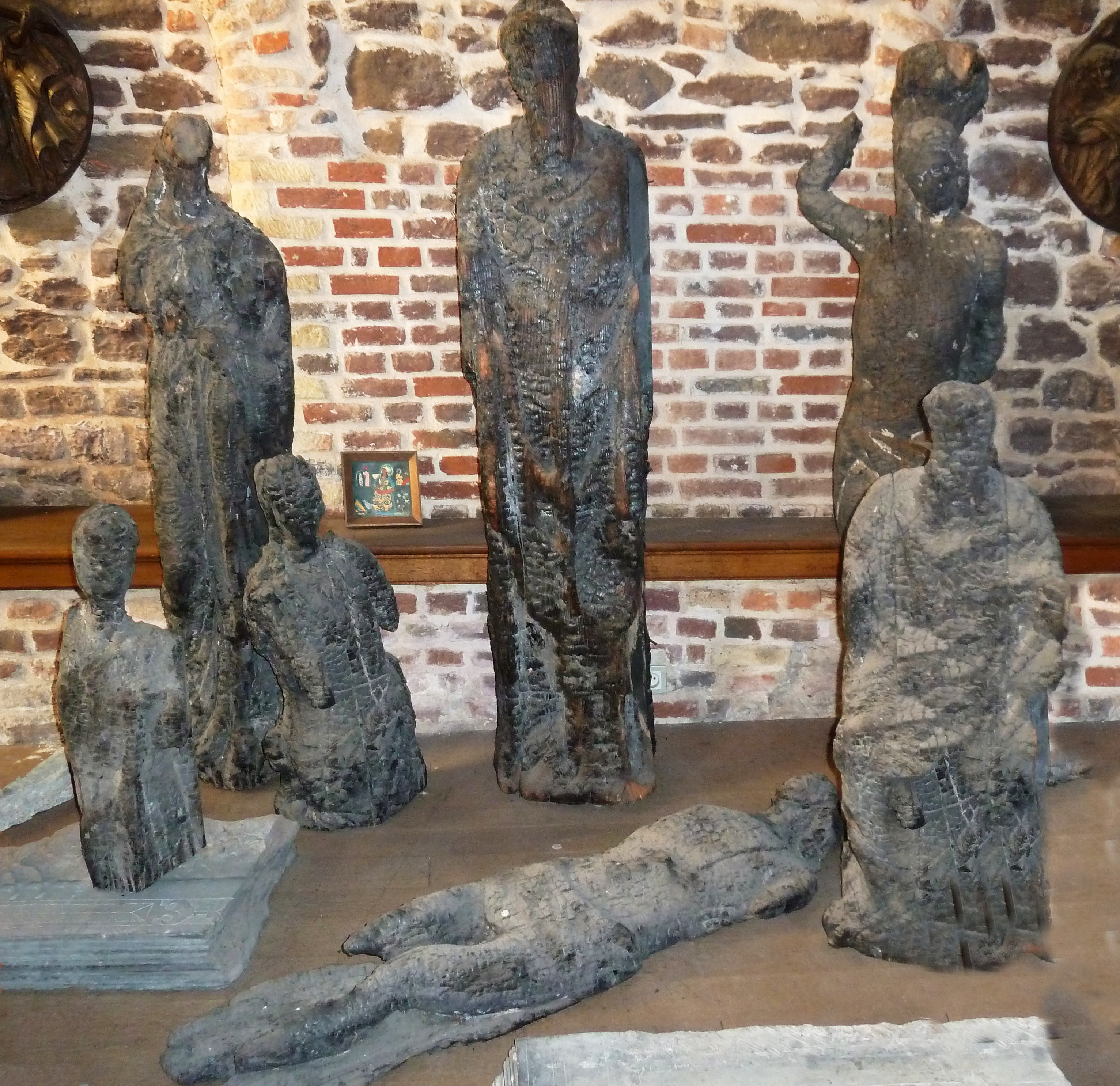
Vestiges des statues carbonisées dans l'incendie de 1976.
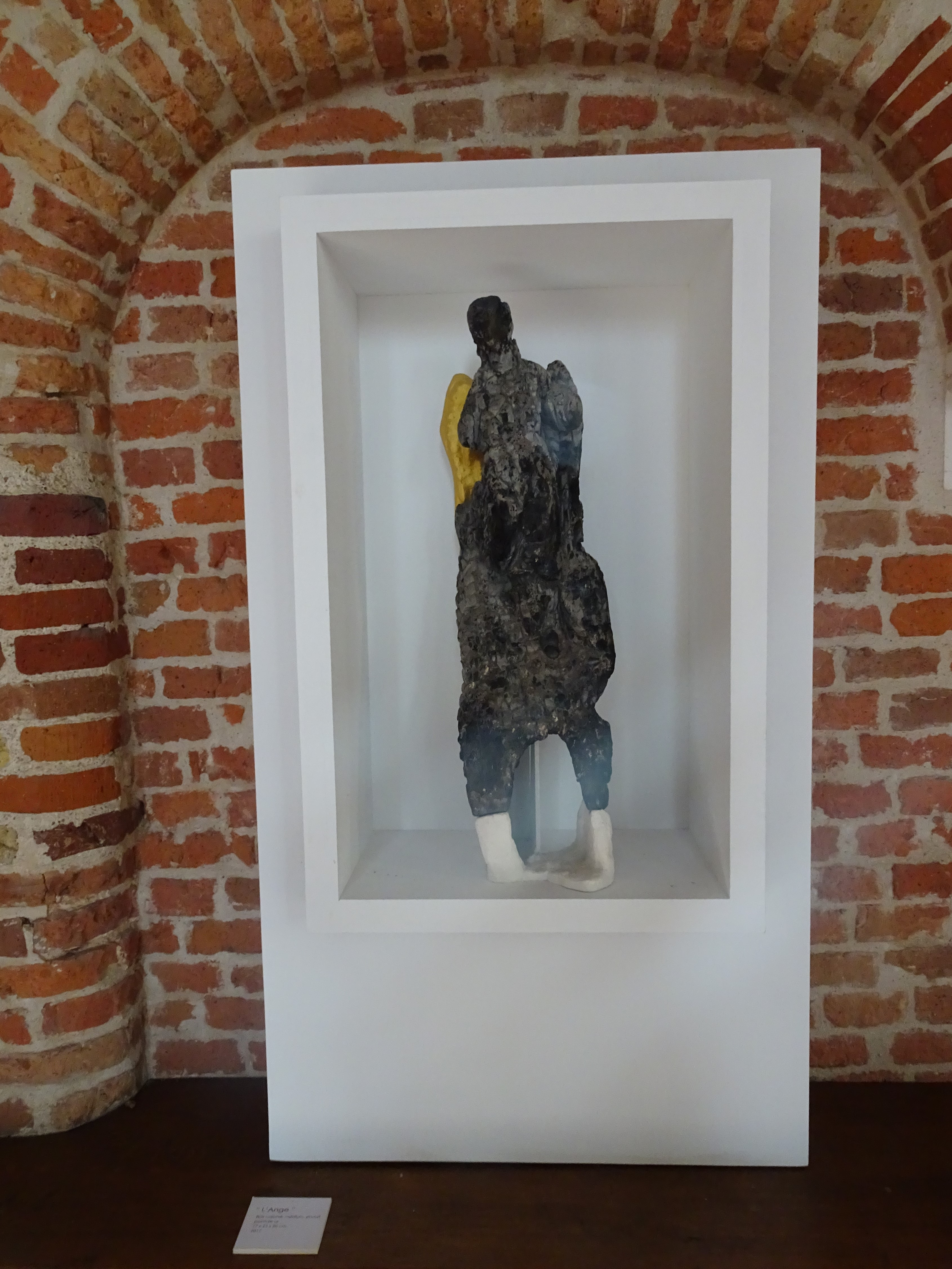
L'ange.
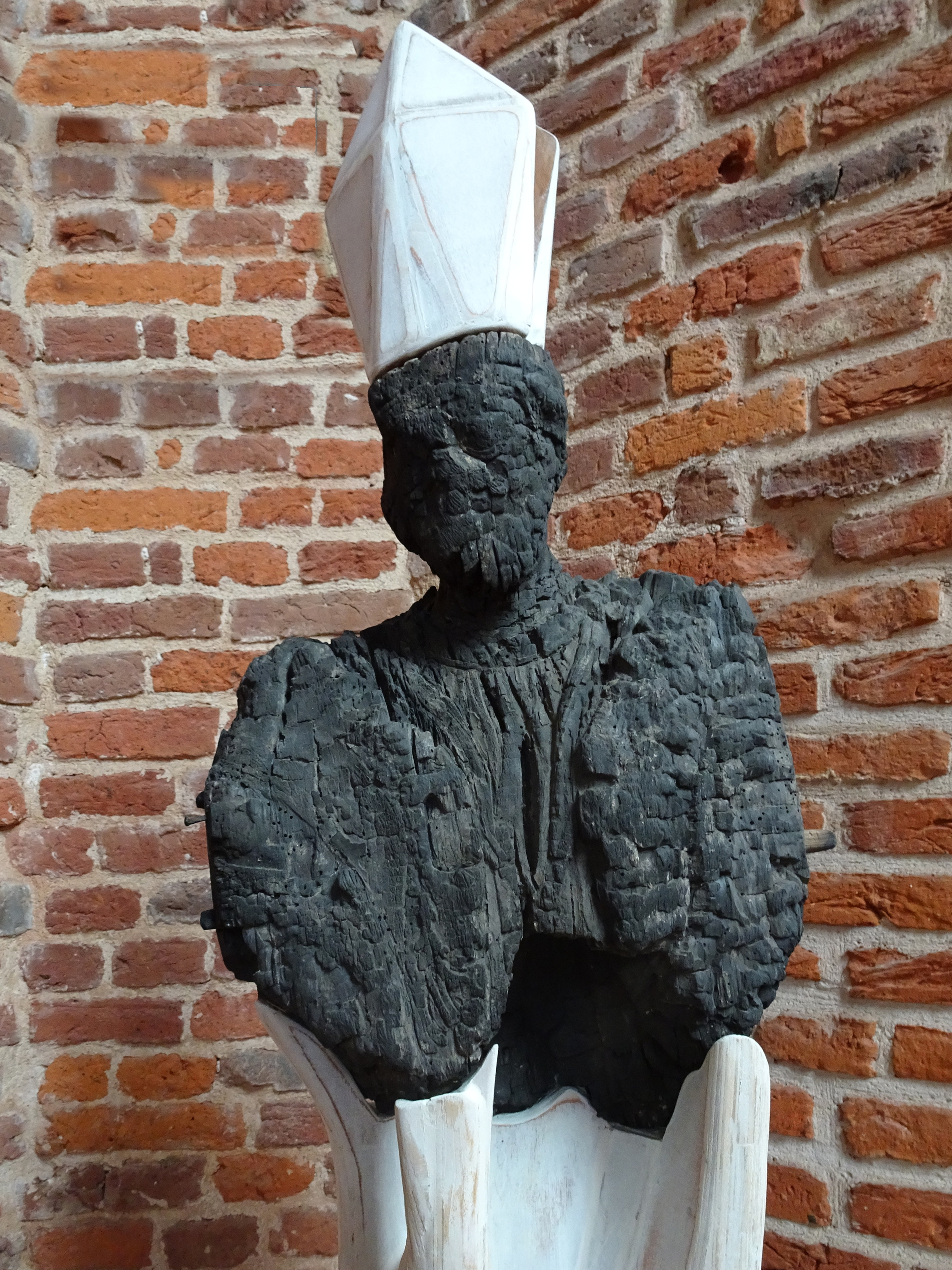
Buste de saint Folquin.
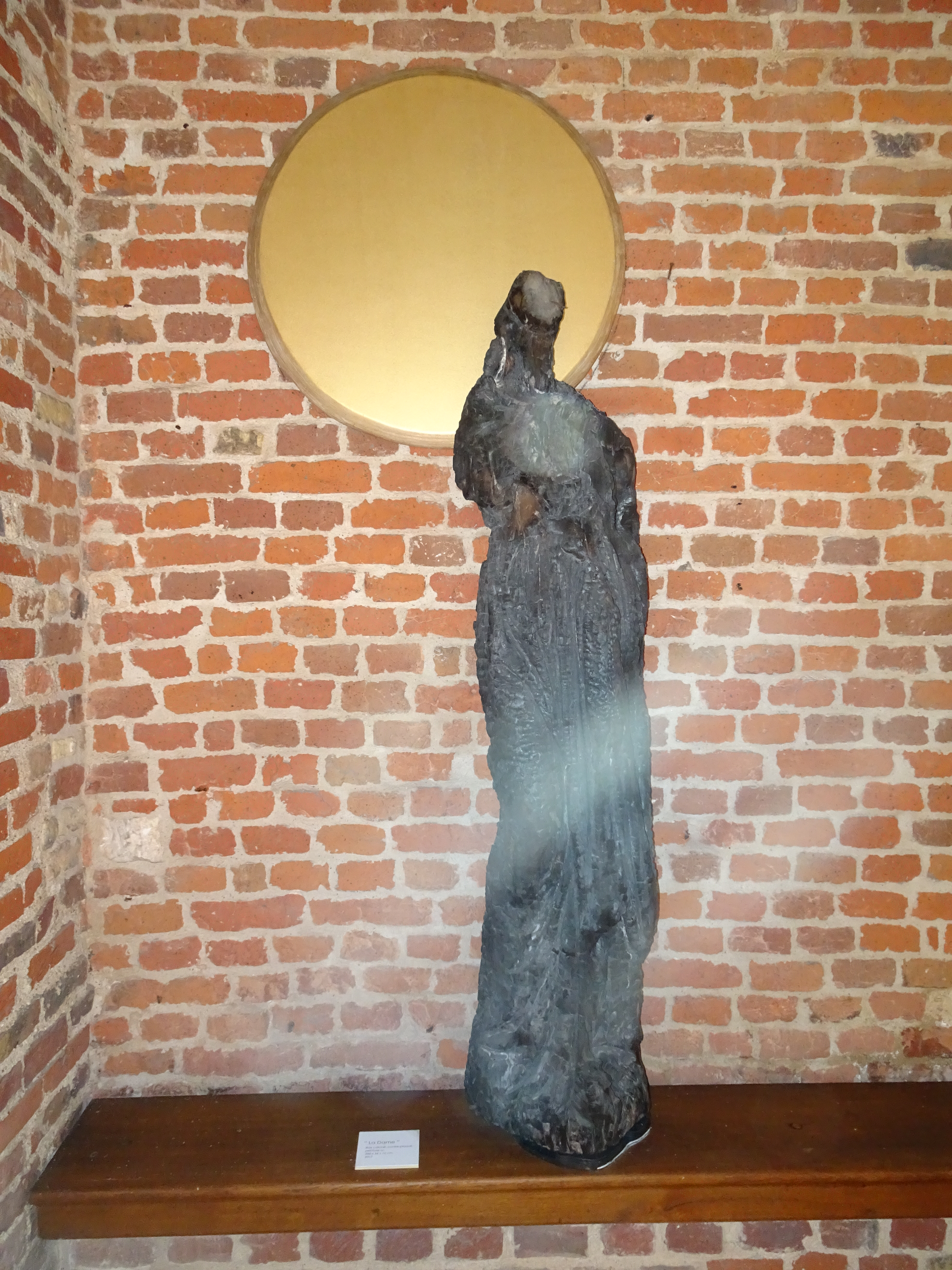
La Dame.

### Reliques
Dédiée à saint Folquin de Thérouanne, elle en conservait plusieurs reliques. Ainsi était conservée jusqu'en 1793 une de ses étoles, que l'on transportait au domicile des personnes en cours d'accouchement et placée à leurs côtés. Emportée à l'étranger pendant la Révolution, on ne sait ce qu'il en advint.
En 1618, la châsse de Folquin à Saint-Omer fut ouverte à la demande de Philippe Levasseur de Guernonval, baron d'Esquelbecq, dans le but d'en prélever quelques os pour doter l'église d'Esquelbecq, placée sous l'invocation du saint, reconstruite après les pillages et dévastations liées à la furie iconoclaste. Les ossements en question furent remis aux fils de Philippe de Guernonval, un religieux de Saint-Bertin, Guillaume de Whitte présent à la cérémonie écrivit une vie de saint Folquin qu'il dédia au seigneur d'Esquelbecq. Les reliques arrivèrent à Esquelbecq  le 14 août 1618. Lors de la Révolution, le curé constitutionnel Antoine Devulder cacha les reliques de saint Folquin pour éviter leur destruction. Seule sa servante fut mise dans le secret. Les reliques se trouvaient toujours dans l'église jusqu'en 2013, date à laquelle elles disparurent.